# Naracoorte-Caves-Nationalpark
Der Naracoorte-Caves-Nationalpark ist ein Nationalpark im Südosten des australischen Bundesstaates South Australia, 313 km südöstlich von Adelaide, 83 km nördlich von Mount Gambier und 15 km südöstlich von Naracoorte. 1994 wurde das Gebiet wegen seiner außergewöhnlich umfangreichen Fossilienfunde zum Nationalpark erklärt und zusammen mit Riversleigh in Queensland als UNESCO-Welterbe eingestuft. Im Park sind 6 km² verbleibende Vegetation geschützt; das Weltnaturerbegebiet enthält 26 Höhlen auf 3,05 km² Fläche.

## Einrichtungen und Sehenswürdigkeiten
Der Park gilt als Touristenattraktion und besitzt einen Zeltplatz, einen Wohnmobilpark, Unterkunftsmöglichkeiten für Gruppen, Picknickplätze und ein Café. Die Anzahl der Sehenswürdigkeiten ist riesig. Höhlentouren durch werden von ausgebildeten Führern angeboten. Dort kann man Höhlen sehen, die mit einer großen Zahl an interessanten Fossilien angefüllt sind. Mit Hilfe moderner Technik kann man den Besuchern das Innere der normalerweise unzugänglichen Bat Cave zeigen, wo Tausende von Fledermäusen jedes Jahr brüten. Darüber hinaus gibt es Höhlentouren für Abenteurer, etliche Spezialführungen und besondere Veranstaltungen.

## Entstehung
Der Kalkstein der Gegend wurde von Korallen und anderem Meeresgetier vor 200 Millionen Jahren gebildet und nochmals vor etwa 20 Millionen Jahren, als das Land wieder unter dem Meeresspiegel lag. Grundwasser hat seither einen Teil des Kalksteins gelöst und so die Höhlen geschaffen. Diese Höhlen, wie die Victoria Fossil Cave oder die Blanche Cave, liegen oft nicht weit unter der Erde und es öffneten sich Löcher, die Gefahren für Unvorsichtige darstellten. So entstand eine bemerkenswerte Sammlung an Fossilien. Säugetiere und andere Landlebewesen fielen in die offenen Löcher und konnten nicht mehr entkommen. Die Fossilien blieben in Bänken aus von der Erdoberfläche hineingewaschener und -geblasener Erde erhalten. An einigen Stellen ist die fossiltragende Schicht bis zu 20 m dick. Einige dieser Gebiete werden für künftige Untersuchungen bewahrt, wenn bessere Methoden zur Datierung und Rekonstruktion von Fossilienfunden zur Verfügung stehen werden. Die Fossilfallen sind besonders wichtig für die Erforschung der australischen Megafauna.

## Quelle
- Naracoorte Caves. ParksWeb: Wonambi Fossil Centre. Australian Government